# Zaven Andriassian
Zaven Andriassian (en arménien Զավեն Անդրիասյան) est un joueur d'échecs arménien né le 11 mars 1989, grand maître international depuis 2007.

## Biographie
Andriassian a remporté le championnat d'Europe d'échecs de la jeunesse pour moins de 16 ans en 2005 et le championnat du monde d'échecs junior en 2006. Il est arrivé sixième au championnat d'échecs arménien de 2008.
Voici quelques autres résultats : 
- 1er ex æquo à Kirishi 2007 ;
- 5e ex æquo à Polanica-Zdroj (mémorial Rubinstein) 2007 ;
- 4e ex æquo à Varsovie 2008 ;
- 4e à Martouni 2008 ;
- 1er ex æquo à Benasque 2009 ;
- 2e ex æquo à Varsovie, 2009 ;
- 2e à Abu Dhabi 2009.

Au 1er juin 2014, il est le 195e joueur mondial et le no 8 arménien avec un classement Elo de 2 611 points.